# Ninja

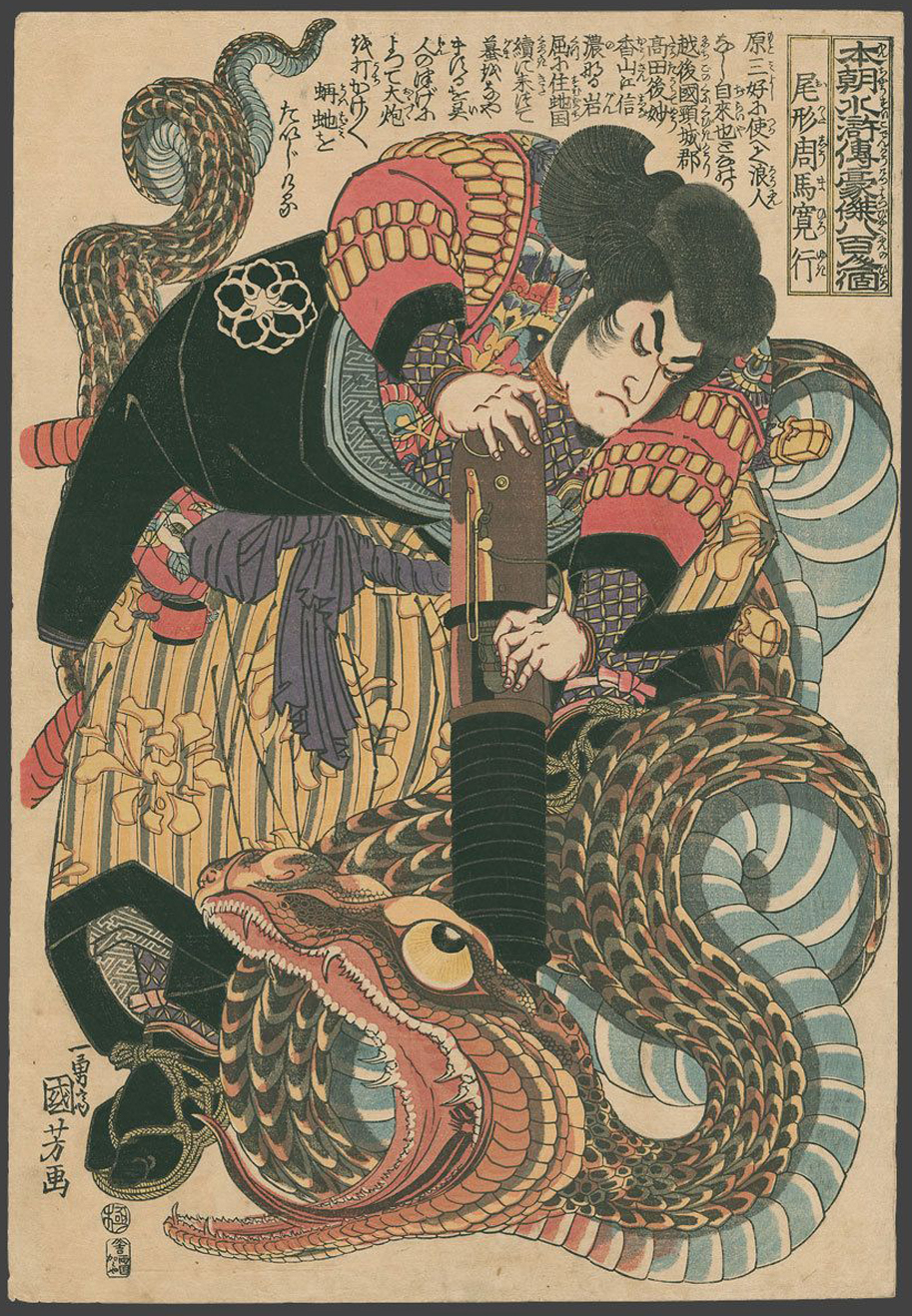
Kuniyoshi Utagawa (1798–1861): Jiraiya (postać japońskiego folkloru) przedstawiony jako ninja w Jiraiya monogatari

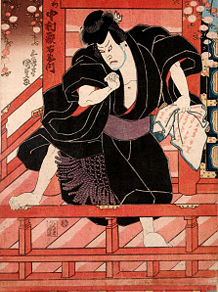
Kunisada Utagawa: Aktor Utaemon Nakamura IV jako Goemon Ishikawa (ok. 1838)

Ninja (jap. 忍者 ninja; także: 忍び, shinobi lub 忍びの者, shinobi-no-mono) – tajni agenci lub najemnicy w feudalnej Japonii, którzy specjalizowali się w działaniach specjalnych, wywiadzie, rozpoznaniu, przenikaniu i skrytobójstwach, ale także w walce wręcz i bronią białą. Ich skryte, podstępne metody były sprzeczne z zasadami samurajów, którzy przestrzegali surowych zasad dotyczących honoru i walki (bushidō). Działali od okresu Kamakura do okresu Edo.

## Historia
W dzisiejszych czasach słowo ninja jest często używane w odniesieniu do tego, co historycznie nazywano shinobi. Ich głównym celem było zbieranie informacji wywiadowczych dla daimyō, którym służyli.
Uważa się, że ci tajni wojownicy pochodzą od akutō (悪党, „band zła”, „złoczyńców”), ale od końca okresu Kamakura (1185–1333) stopniowo zdobywali wpływy o charakterze wojskowym. Ich aktywność można zweryfikować w okresie od XIV wieku do drugiej połowy XIX wieku (koniec okresu Edo). Ze względu na to, że władza daimyō w prowincji Iga (obecnie zachodnia część prefektury Mie) była stosunkowo słaba, lokalni wojownicy biorąc na siebie ciężar funkcji samorządowych, opracowali metody ninjutsu, aby się bronić.
W późniejszych latach ninja byli zatrudniani zarówno przez siogunów, jak i przez domeny w całej Japonii, otrzymując status samurajów niskiej rangi, chłopów z niektórymi przywilejami samurajów lub zwykłych chłopów. Ci, którzy byli zatrudniani w lokalnych domenach, byli wykorzystywani do uzyskiwania informacji o sąsiednich domenach, czy buntach chłopskich. Byli więc wykorzystywani nadal jako szpiedzy, ale często pełnili funkcje strażników na zamku lub w mieście zamkowym. Wśród tych, którzy pozostawali w wioskach, niektórzy pisali podręczniki (忍術書, ninjutsu-sho) dla następnych pokoleń.
Shinobi działali w okresach Kamakura / Muromachi / Azuchi-Momoyama.
Tematyka zawarta w instrukcjach była niezwykle szeroka: od zasad postawy w stosunku do swoich obowiązków po omówienie szczegółów umiejętności, które obejmowały m.in.: przenikanie, przebranie, interakcję z lokalnymi mieszkańcami, przekonującą mowę, mnemonikę, przekazywanie informacji, walki. Zawierały także wiedzę w takich dziedzinach, jak m.in.: medycyna, farmacja, żywność, astronomia, meteorologia, wytwarzanie czarnego prochu.
W spokojnym okresie Edo (1603–1868) dynamicznie rozwijającej się kultury, przeciętna osoba nie miała zwykle możliwości zobaczyć ninja w akcji. W rezultacie ich obraz został ukształtowany poprzez popularne powieści i teatr. Dwa główne wzory narracji, w których głównym bohaterem jest ninja to: (1) przenikanie do jakiegoś obiektu za pomocą sztuki ninjutsu, kradzież skarbu i powrót z nim, (2) poprzez magiczną sztukę ninjutsu, próba obalenia czyjejś władzy lub przejęcia czyjegoś dziedzictwa.
Obecnie ninja jest zwykle przedstawiany jako postać odziana na czarno, rzucająca shuriken. Jednak od początku okresu Edo do połowy XVIII wieku przedstawiano ich w normalnych ubraniach ludności cywilnej tamtych czasów. Od połowy XVIII wieku sztuki teatralne zaczęły przedstawiać tajnych wojowników w czarnych strojach i maskach podczas rzucania shuriken (czyniono tak, aby wyjaśnić widzom, że graną postacią jest ninja). Od początku XIX wieku ten sam strój stał się również popularny w powieściach. W okresie Edo byli oni zwykle przedstawiani jako osoby złe i nikczemne, ale w okresie Taishō (1912–1926) wydawnictwo „Tatsukawa Bunko” wprowadziło raczej heroiczny wizerunek ninja w postaci Sasuke Sarutobi. To była jedna z pierwszych fikcyjnych postaci tego rodzaju (obok Saizō Kirigakure) w literaturze okresu Edo. Byli oni wyimaginowanymi wasalami prawdziwej postaci historycznej o nazwisku Yukimura Sanada.

## Kunoichi – kobiety-ninja

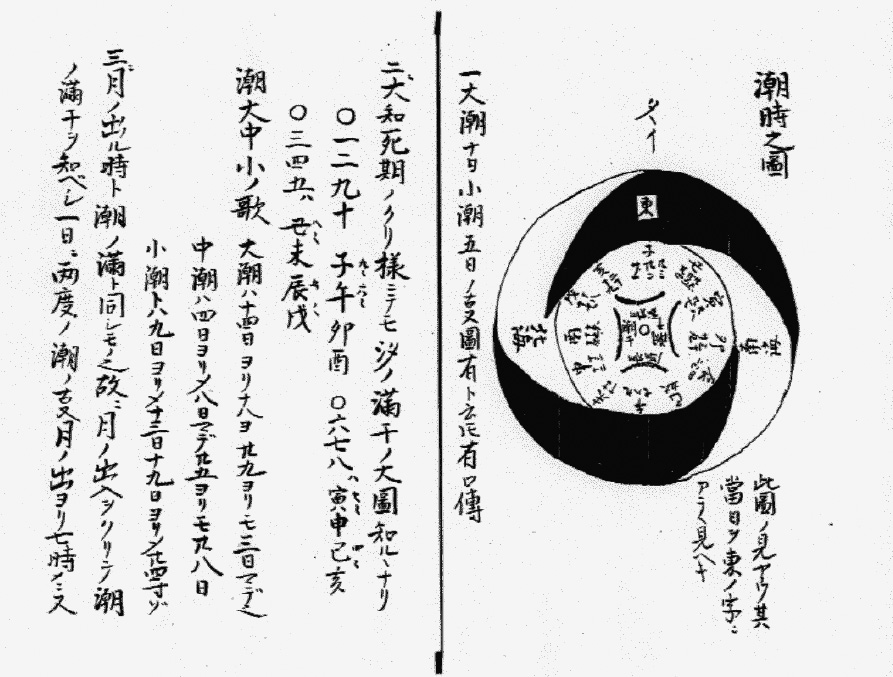
Bansenshūkai, tom VIII, schemat wykorzystujący kosmologię i praktyki wróżbiarstwa do określenia odpowiedniego czasu na podjęcie określonych działań

Ze względu na to, że tą tajną działalnością zajmowały się całe rodziny, które dziedziczyły wiedzę i doświadczenie z pokolenia na pokolenie, uważa się, że część zadań wykonywały kobiety. Nazywano je kunoichi (くノ一 ; także zapisywane くの 一). Jest to słowo pochodzące z tajnego języka (ingo), oznaczające kobietę-ninja lub znającą sztukę walki ninjutsu. Z oczywistych  względów trudno jest jednak znaleźć wiarygodne informacje na ich temat, podobnie jak to jest w przypadku mężczyzn.
Informacje o istnieniu tajnego języka kunoichi w końcu XVII wieku oraz kunoichi-no-jutsu (technik kobiet-ninja), zawarte m.in. w zbiorze Bansenshūkai (萬川集海, wsp. 万川集海, „Wszystkie rzeki łączą się w morzu” w znaczeniu „wszystkie techniki szkół ninjutsu tworzą wielką księgę wiedzy”)  wskazują na wykorzystywanie kobiet do gromadzenia informacji, infiltracji i służących jako posłańcy.

## Broń

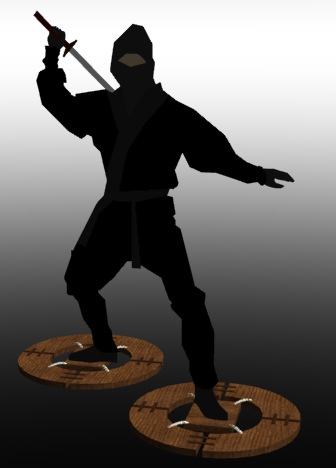
Artystyczna interpretacja techniki mizu-gumo („wodnego pająka”)

Ninja posługiwali się wieloma rodzajami broni i przedmiotami, które służyły jako broń zarówno do ataku, jak i obrony oraz narzędzia umożliwiające prowadzenie działań. Poniżej niektóre z nich:
- ashiko – szpony, nakładki zakładane na stopę, aby ułatwiały wspinaczkę na drzewo, ścianę zamku, poruszanie się po śniegu i lodzie;
- bō – długi kij (około 180 cm), który umożliwiał walkę na dystans;
- chigiriki – kij z łańcuchem, z ciężką kulą na końcu. Trafienie było śmiertelne bądź ogłuszające;
- fuki-ya-tō (także fuki-ya) – dmuchawka używana do wydmuchiwania strzałek lub igieł[4] z trucizną w przeciwnika. Broń dystansowa, używana z zaskoczenia, mająca na celu otrucie lub oślepienie wroga. Czasami była używana jako rurka do oddychania w wodzie. Kiedy ninja ukrywał się w wodzie, wystawiał tę rurkę i niepostrzeżenie przemieszczał się w kierunku nieprzyjaciela;
- hanbō – (pół-bō) kij o długości ok. 90 cm;
- jō – krótki kij (około 120 cm), który umożliwiał szybsze ruchy i większą zwrotność od bō;
- kama – narzędzie rolnicze typu sierp[4], które ninja zamienili w broń;
- kunai – metalowe narzędzie, używane przez rolników, a przez ninja jako broń;
- kusari-gama (łańcuch i sierp)[4] – składa się z jednostronnego ostrza umocowanego do drewnianej rękojeści. Dodatkowo z przymocowanym łańcuchem o długości ok. 2,5-3,5 metra z żelaznym ciężarkiem na końcu. Broń ta została wynaleziona przez chłopów, którzy używali jej do walki z bandytami i rōninami. Później zaczęli jej używać samuraje, ninja oraz yamabushi (ascetyczni eremici mieszkający w górach, uważani za silnych wojowników obdarzonych nadprzyrodzonymi mocami). Kusari-gama rozwinęła się od narzędzia z małym sierpem przyłączonym łańcuchem o dł. 2,7 m, aż do dużej kosy. Przy pomocy łańcucha ninja oplatał i unieruchamiał ostrze miecza lub włóczni, a także części ciała wroga np. ramiona, szyja, nadgarstek. Jednocześnie zadawał cios ostrzem w głowę lub odsłoniętą szyję;
- kyoketsu-shōge – tradycyjna broń ninja, składająca się z liny zakończonej z jednej strony metalowym pierścieniem, a z drugiej – rodzajem połączonych ostrzy (prostego i zakrzywionego). Ninja rzucał obręcz z przywiązanym sznurem, który oplatał ramiona, nogi lub szyję przeciwnika. Szybkim i mocnym szarpnięciem linki ninja zmuszał wroga do zbliżenia się i zadawał mu cios sztyletem;
- manriki-gusari – łańcuch bojowy, z większymi ogniwami na końcach. Służył do miażdżenia czaszek, używany był również do duszenia;
- mizu-gumo (wodny pająk) – urządzenie służące do pokonywania przeszkód wodnych (rzek, fos wokół zamków). Był to rodzaj nadmuchiwanego siedziska, otaczającego biodra i umożliwiającego „zawieszenie” ciała do połowy nad powierzchnią wody. Worki powietrzne były zwykle wykonywane ze skór zwierząt, a poruszanie się było możliwe dzięki płetwom u nóg. To taką techniką posługiwali się ninja, a nie „chodzeniem po wodzie”. Ponadto, mogli w takiej pozycji używać łuku[6].
- ninja-tō – miecz zwany też shinobi-gatana. Był prosty i krótszy od katany, lecz dłuższy niż wakizashi. Miecz taki łatwo było ukryć. Rękojeść ninja-tō była dłuższa niż u katany, gdyż wewnątrz niej ukrywano sztylety i inne małe elementy uzbrojenia;
- sai – sztylet, służył pierwotnie jako narzędzie rolnicze do sadzenia ryżu;
- shikomi-zue – sztylet, ostrze ukryte w lasce, kiju[4];
- shuriken – popularnie zwany gwiazdką niekoniecznie przyjmował jej wygląd. Czasem był to po prostu mały nóż do rzucania. Najczęściej były rzucane w witalne części ciała. Nieraz powlekane śmiercionośną trucizną działającą na układ krążenia;
- suntetsu – mała broń, używana do uderzania w witalne części człowieka: kark, szyję, oczy. Był to przeważnie niewielki kawałek drewna lub metalu (ok. 15–20 cm długości), zaostrzony z obu końców, z przymocowanym w środku pierścieniem na środkowy palec. Były łatwe do ukrycia w pięściach ninja i bardzo lekkie. Zwykle były noszone i używane w obu rękach[4][2];
- tantō – sztylet japoński;
- tessen – wachlarz posiadający metalowe ostro zakończone wstawki. Ninja mógł rzucić takim wachlarzem lub zranić z bliska swego przeciwnika;
- tetsu-bishi (lub maki-bishi) – małe, ostro zakończone, wieloramienne kawałki metalu. W czasie ucieczki wyrzucane za siebie na ziemię, aby raniły nogi przeciwnika lub konia, którzy wdepnąwszy na nie, nie byli w stanie kontynuować pościgu[4];
- yari – rodzaj włóczni.

## Galeria

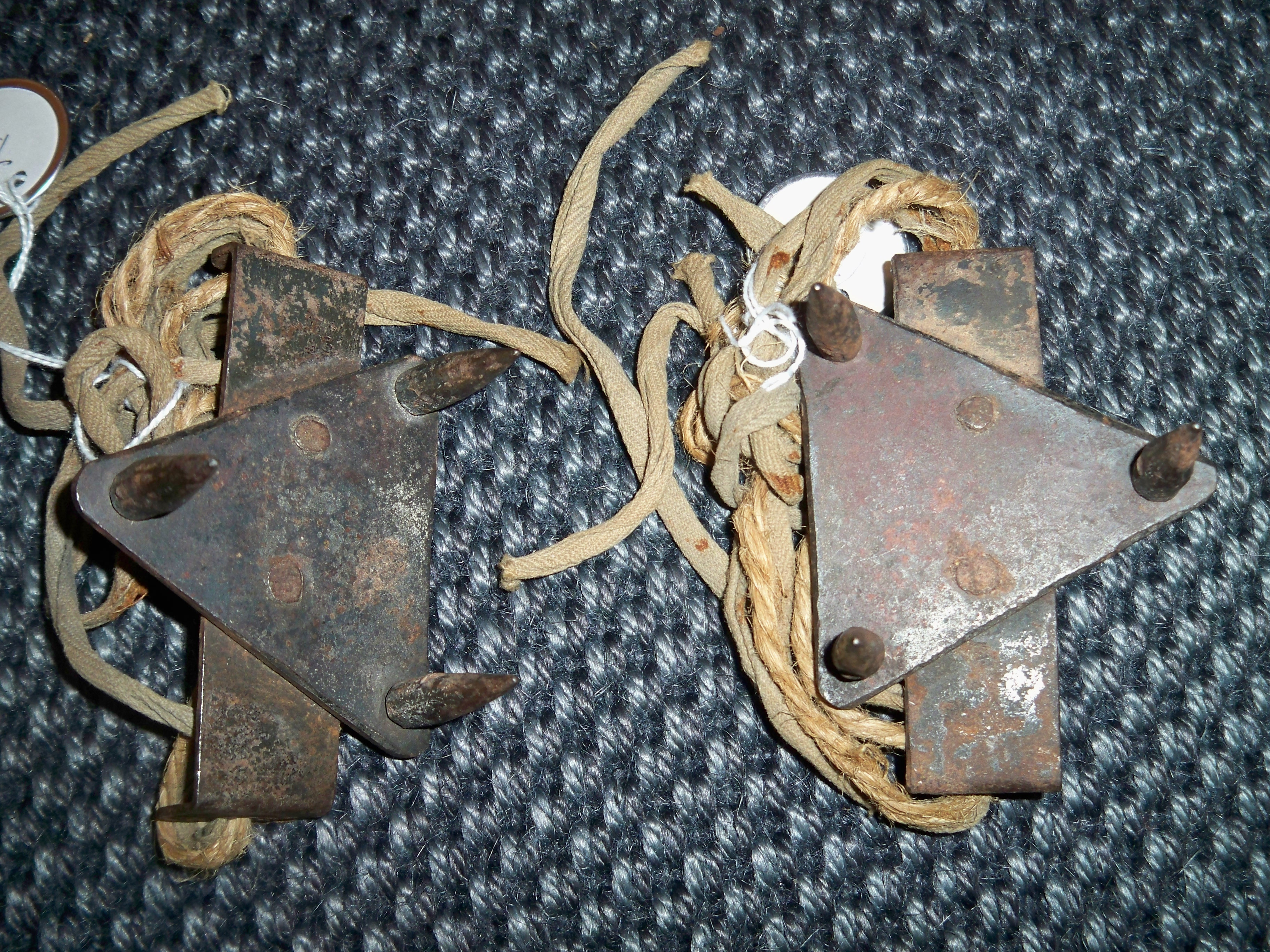
Ashiko
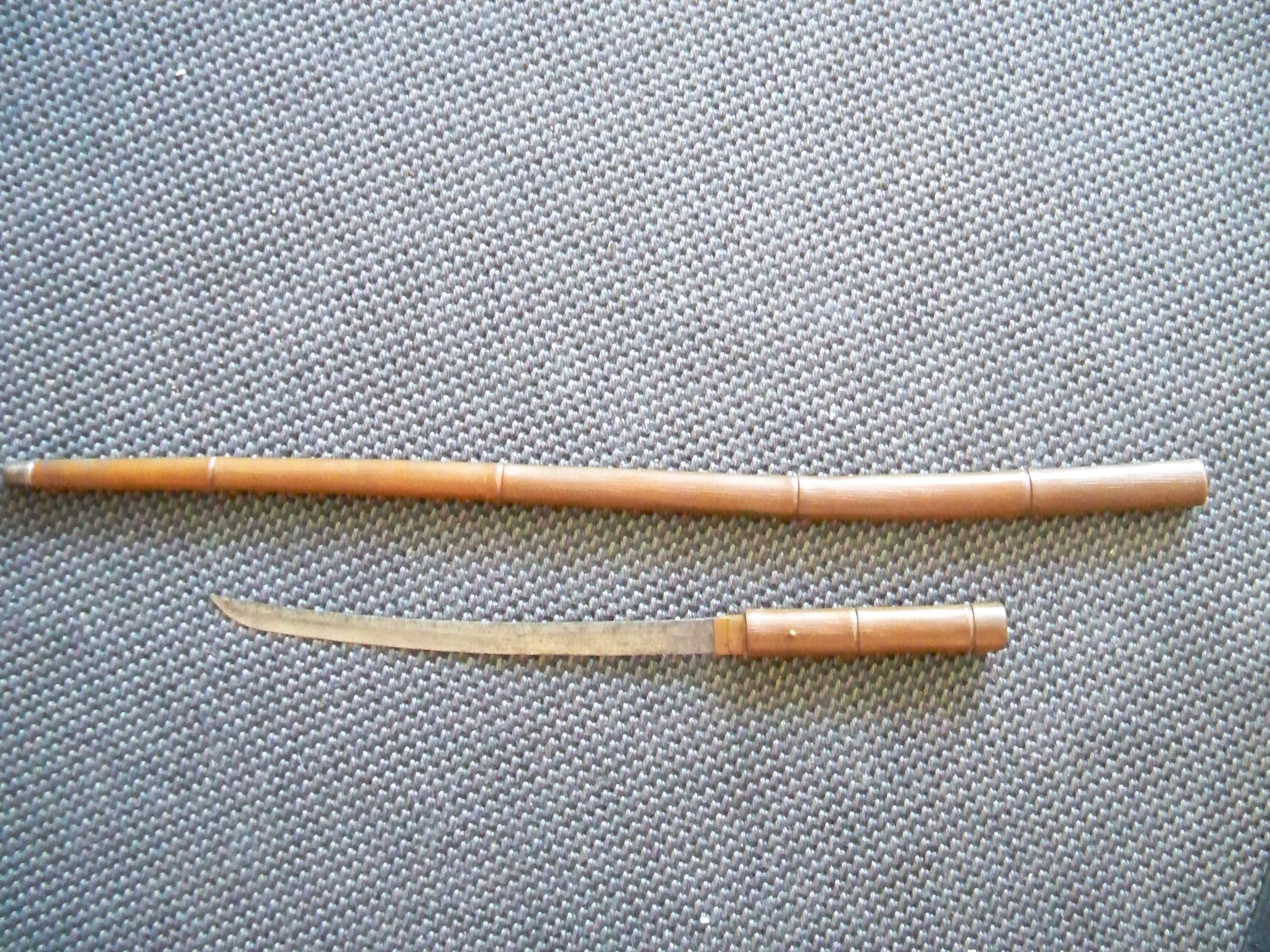
Shikomi-zue
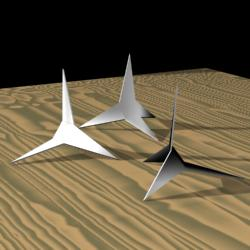
Tetsu-bishi
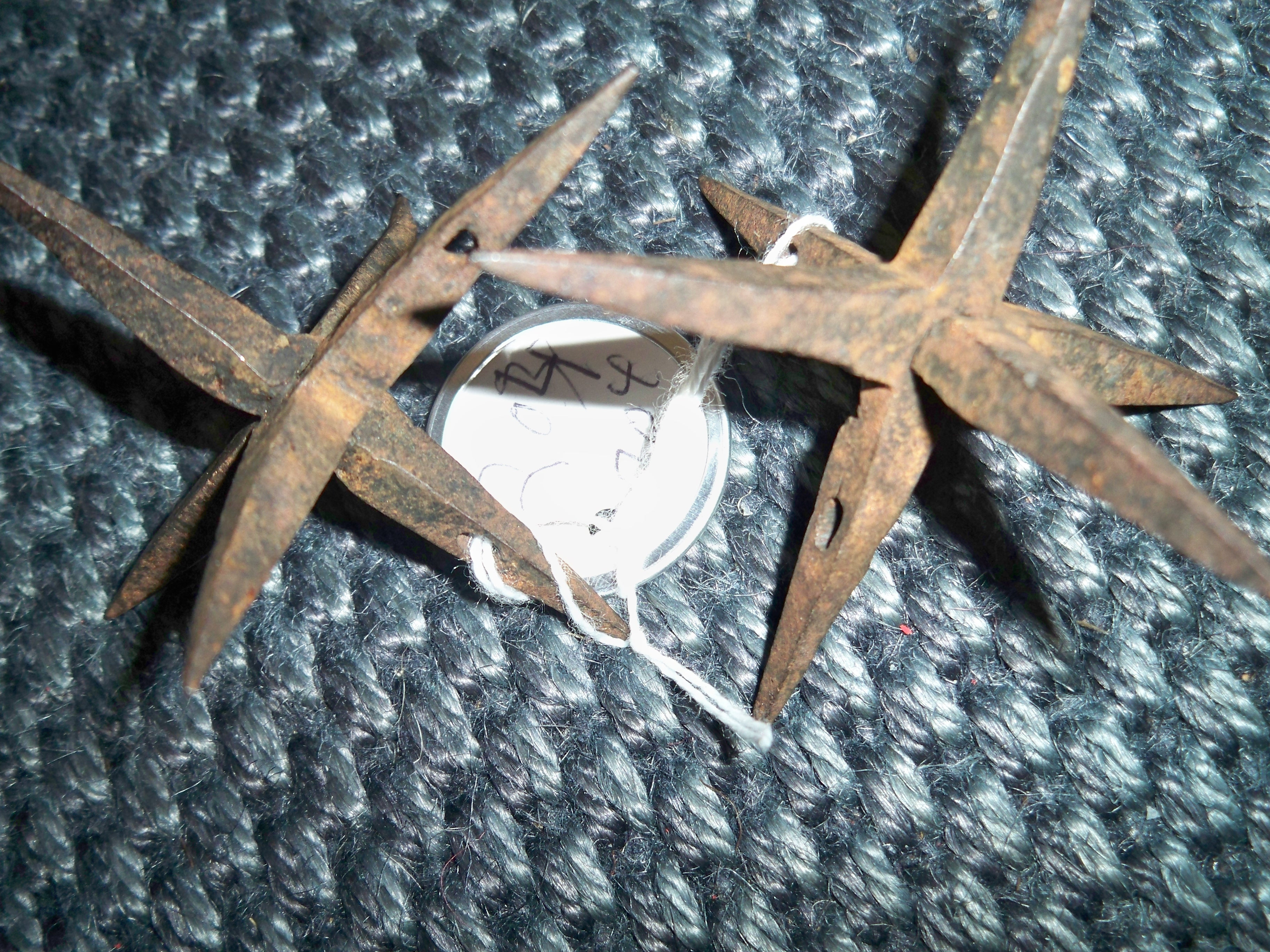
Maki-bishi
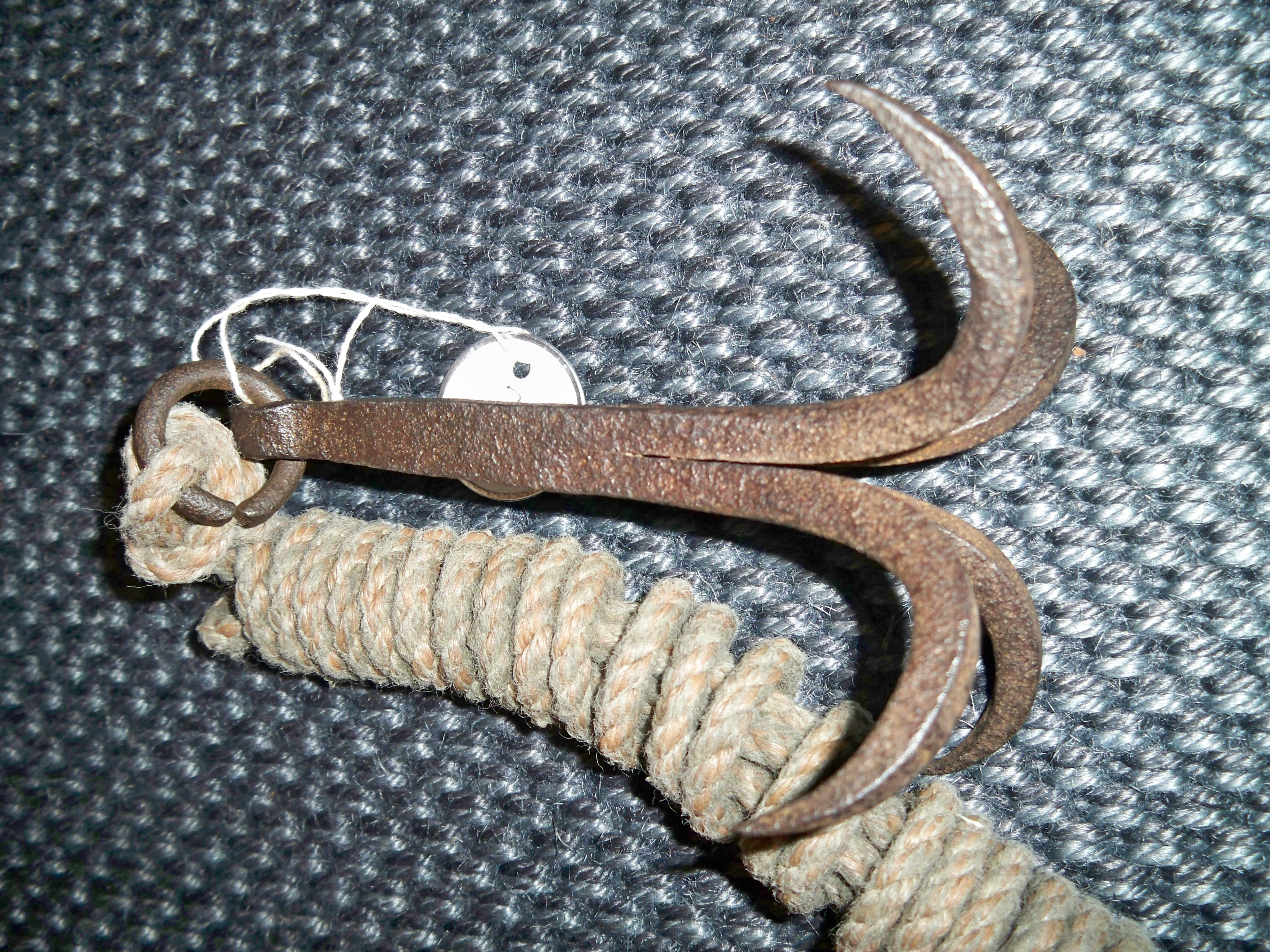
Kaginawa
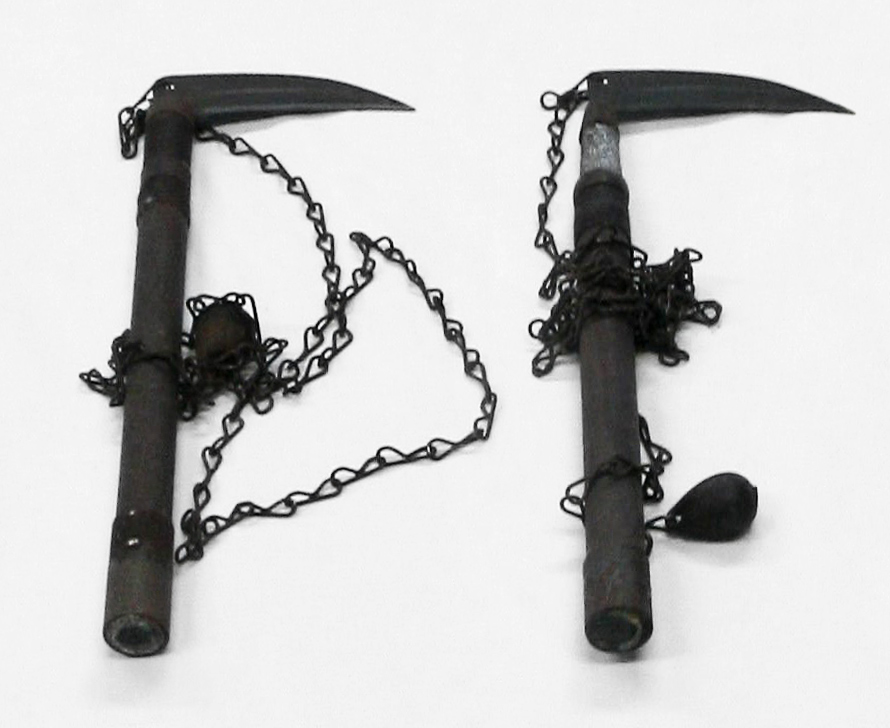
Kusari-gama
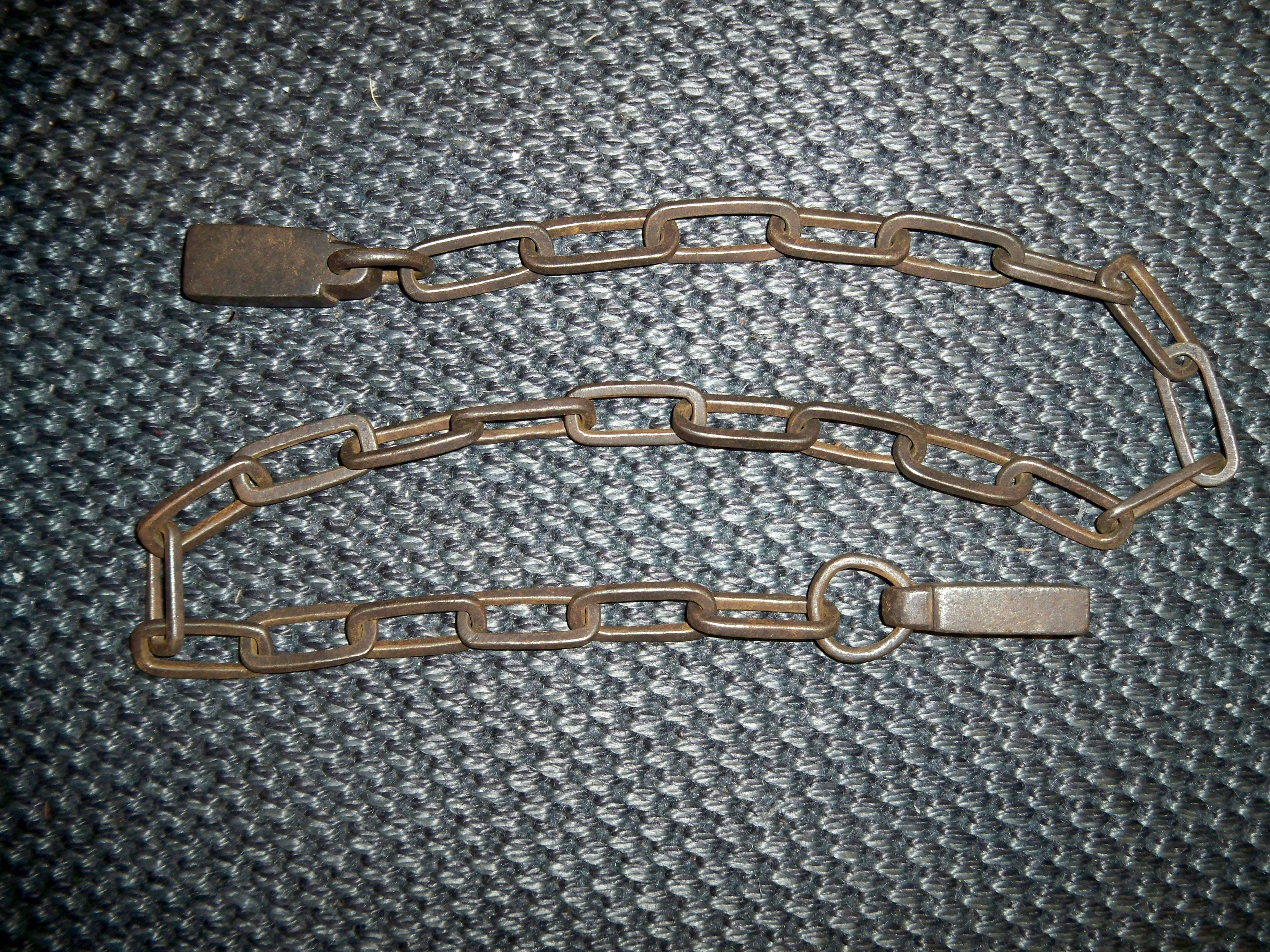
Manriki-gusari (także kusari-fundō)
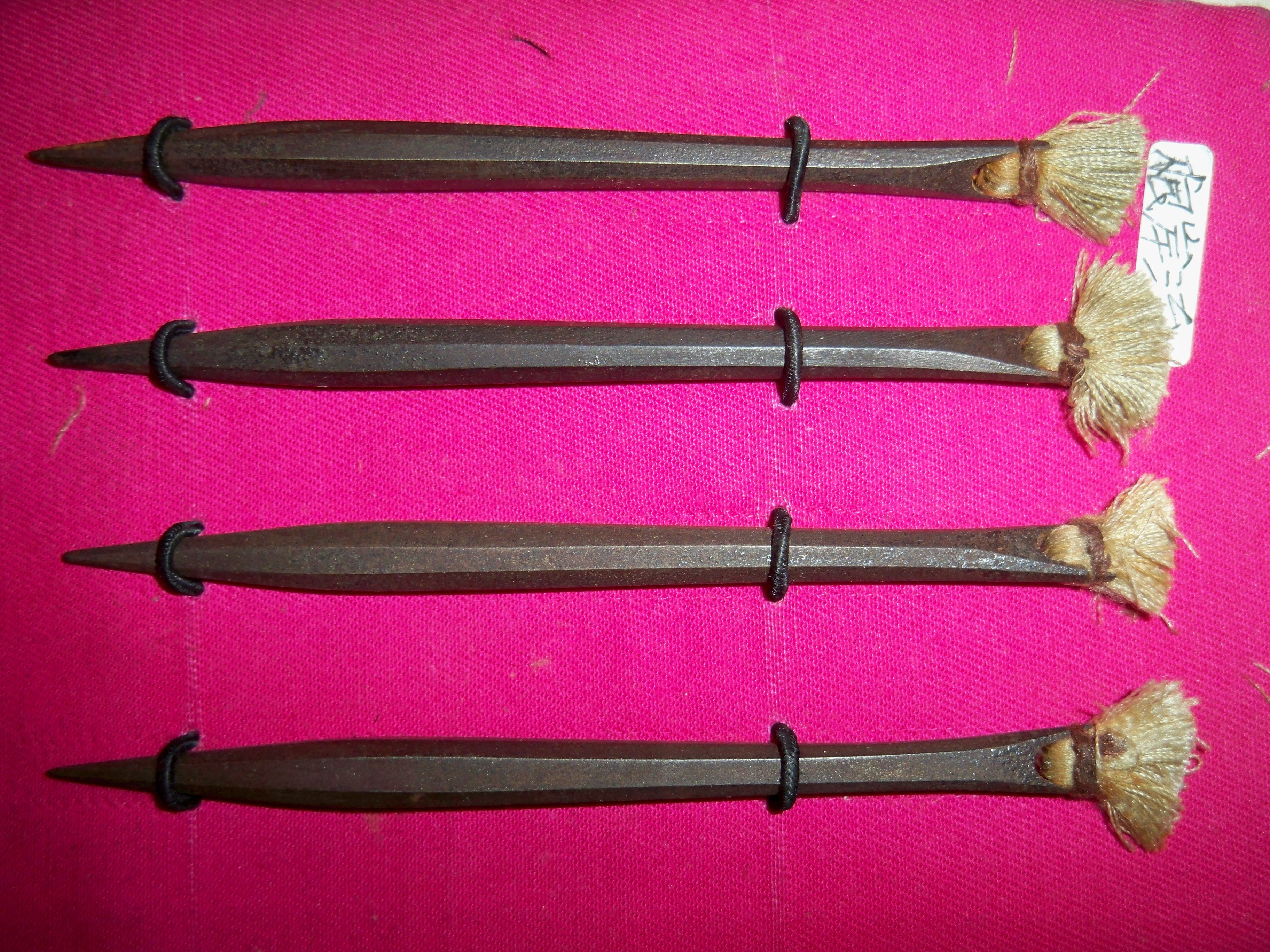
Bō-shuriken
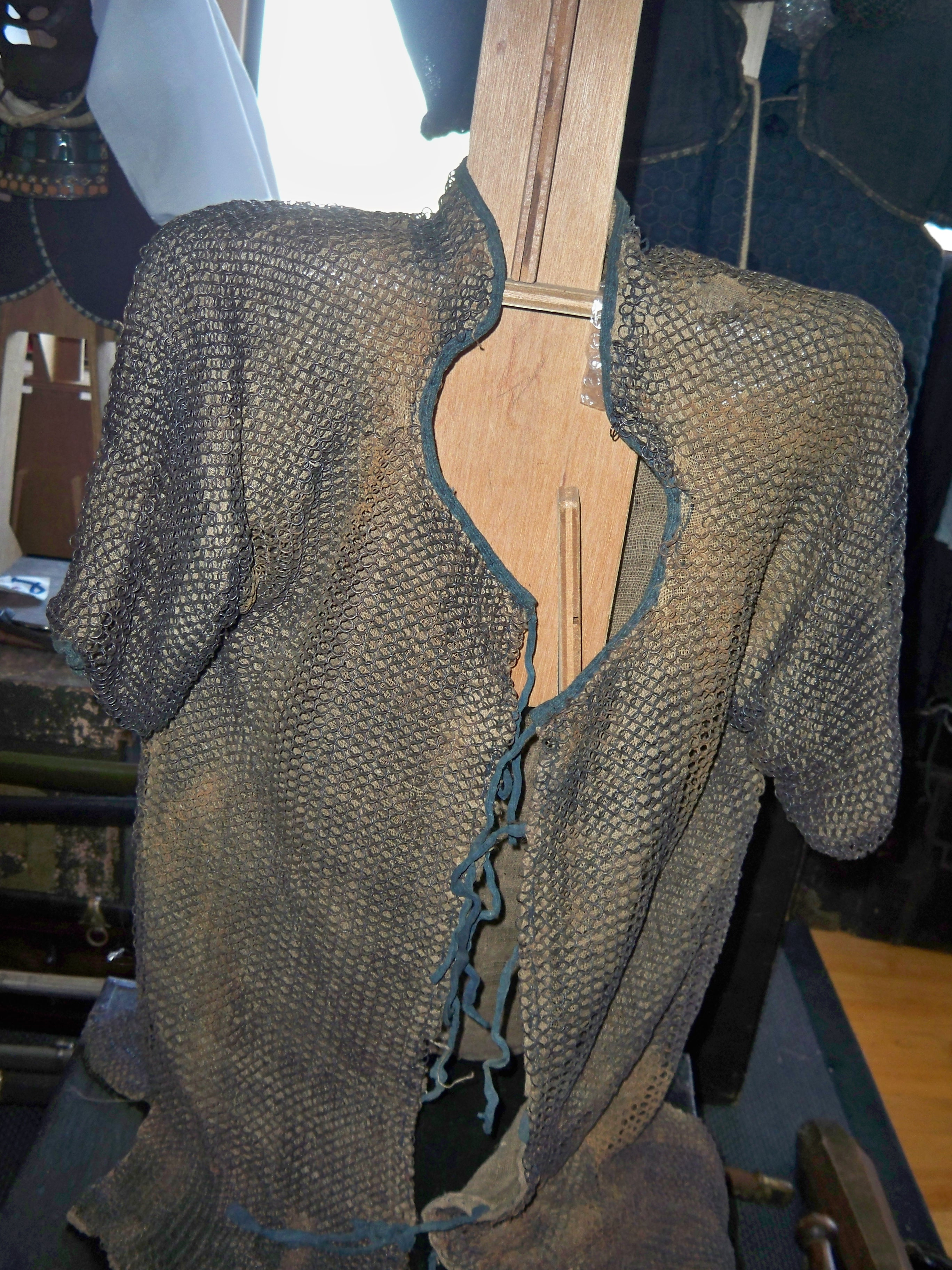
Kusari-katabira
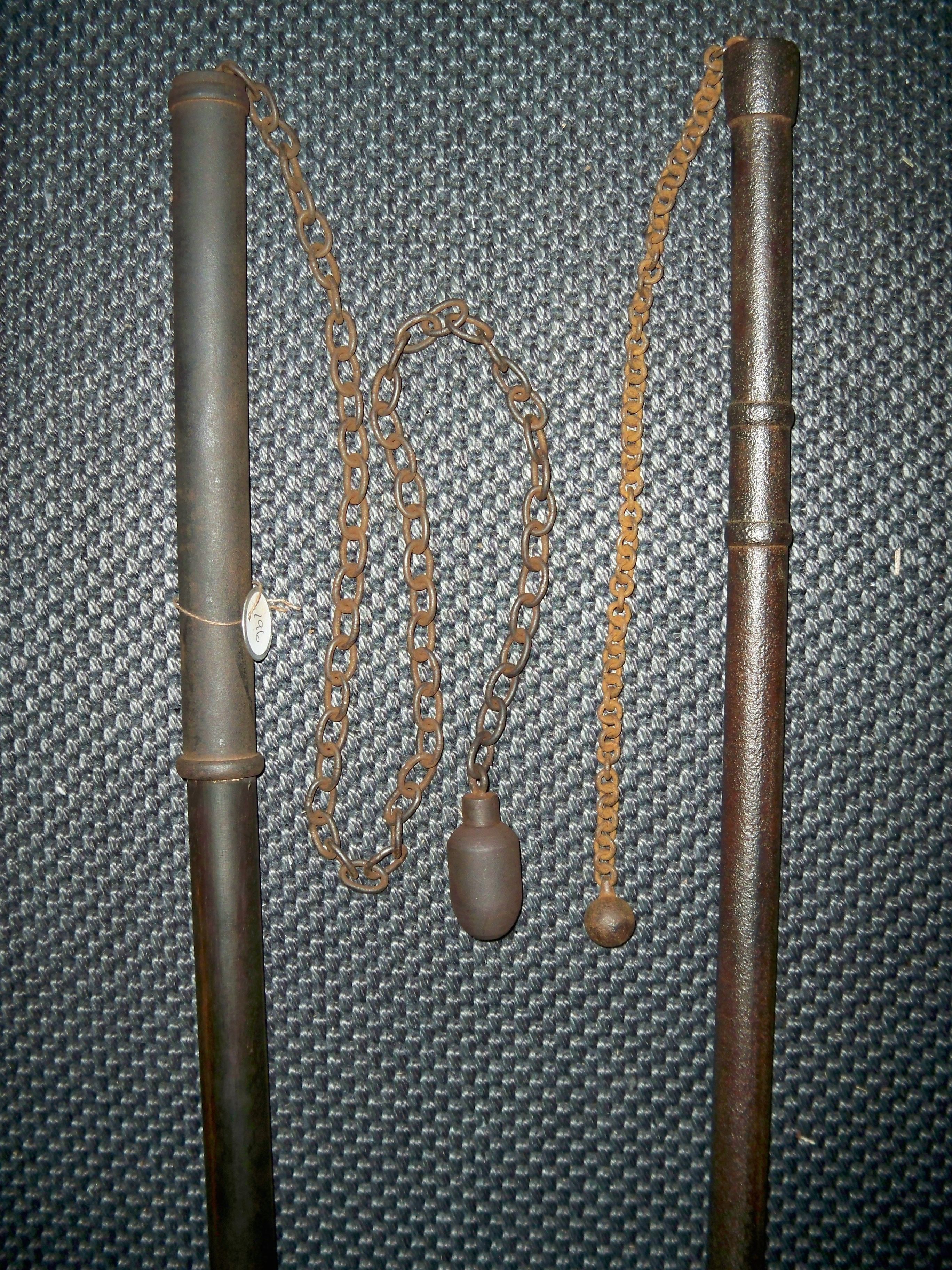
Chigiriki
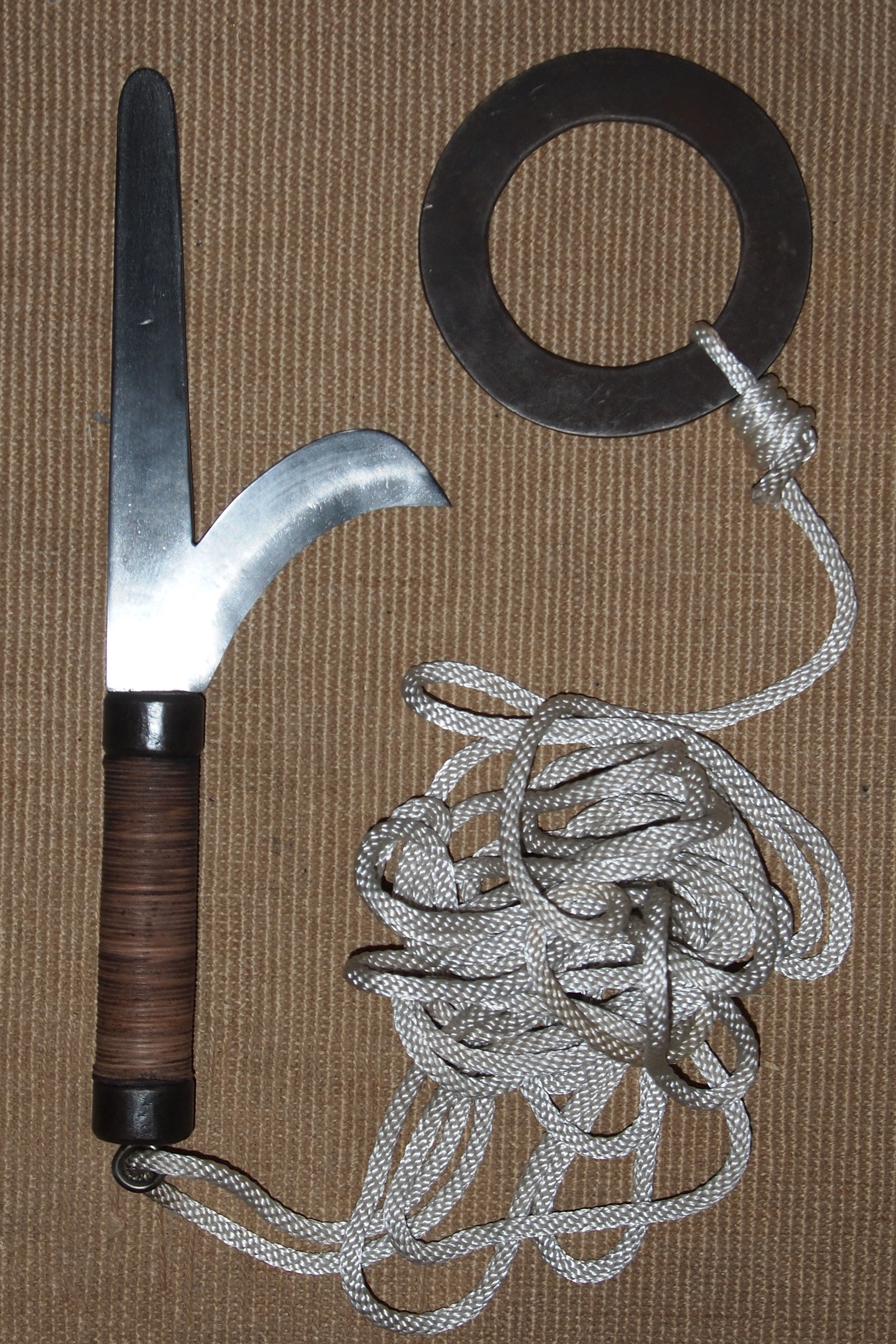
Kyoketsu-shōge
Sai
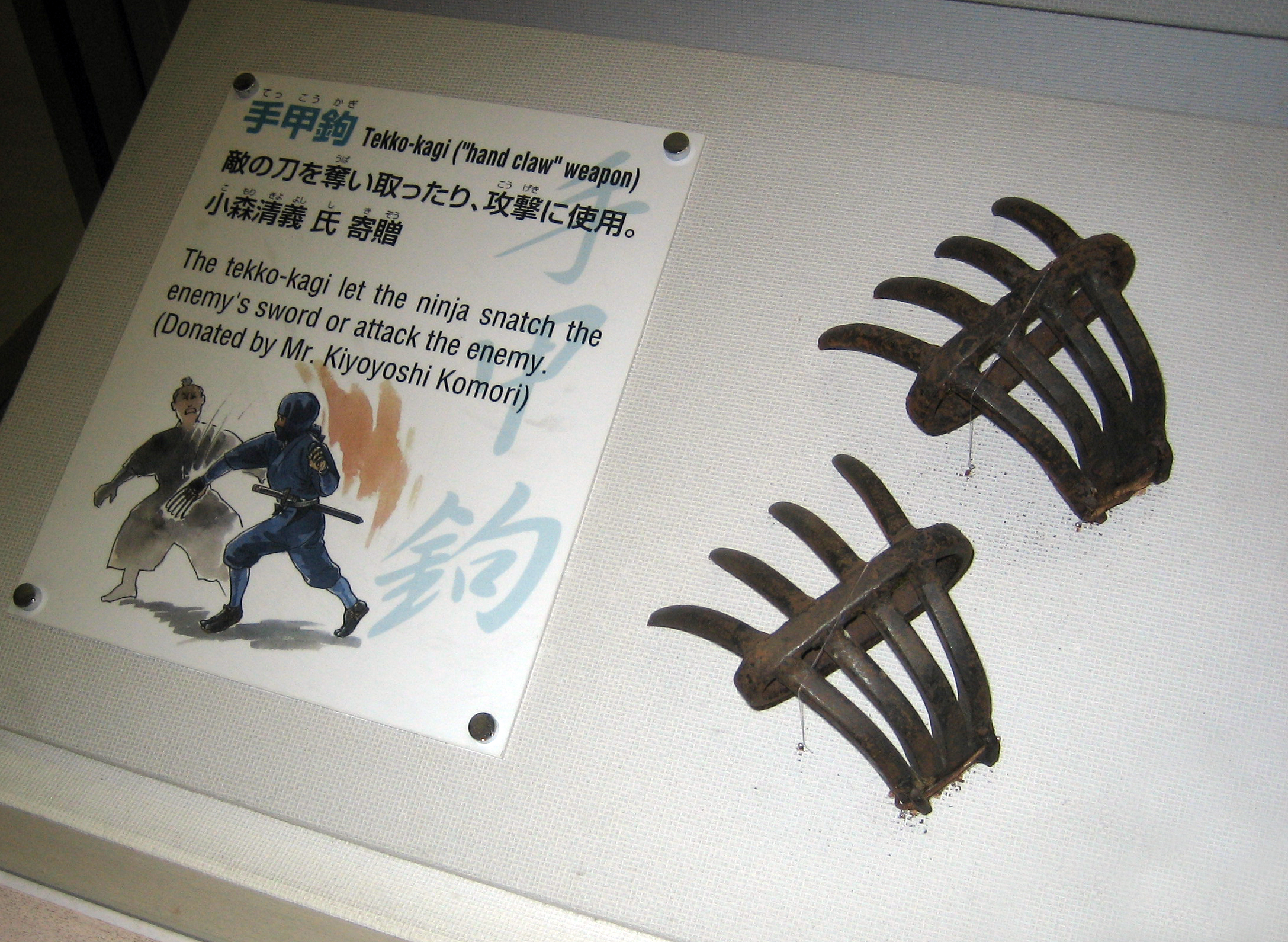
Tekkō-kagi
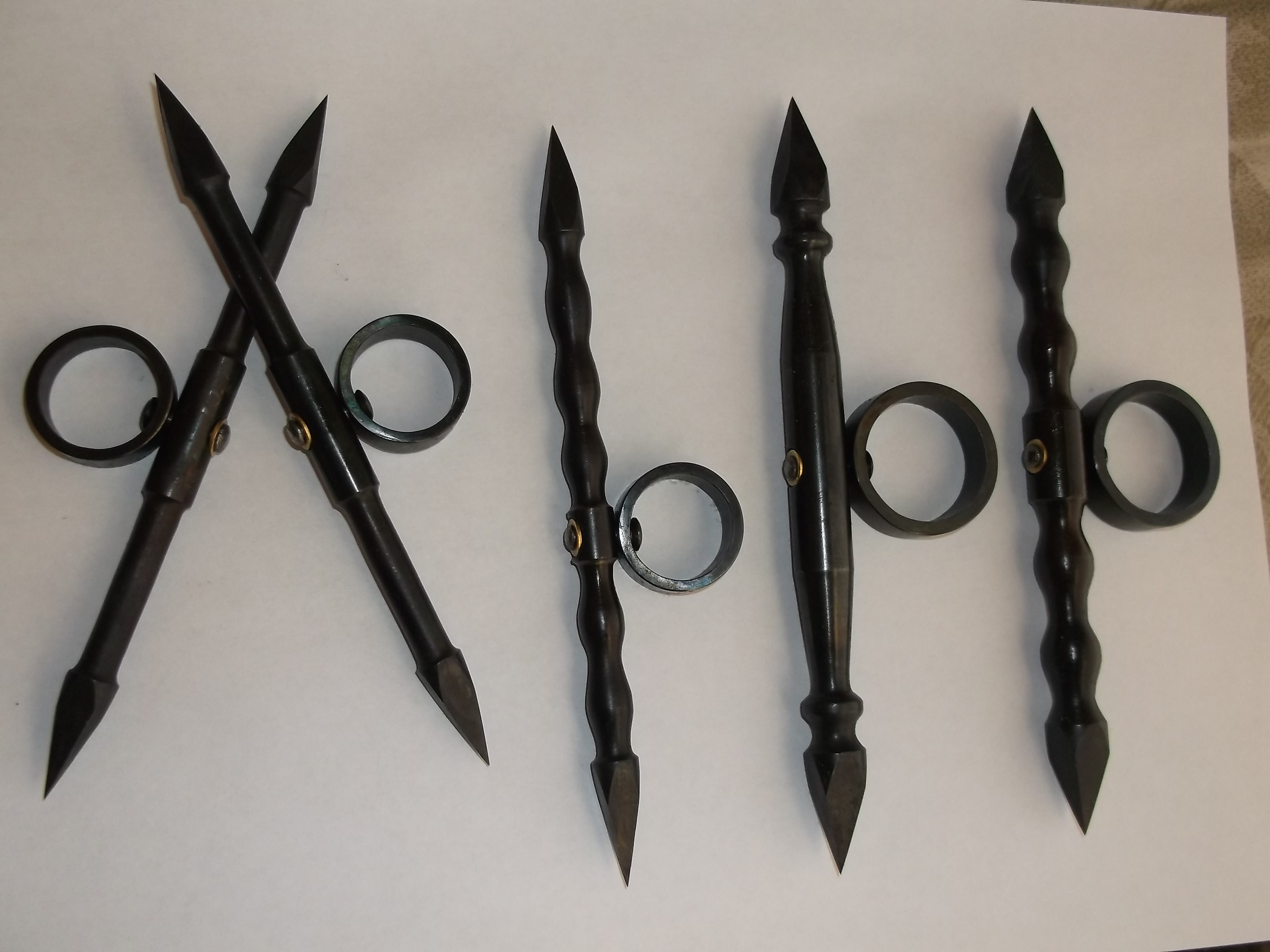
Suntetsu

## Wygląd

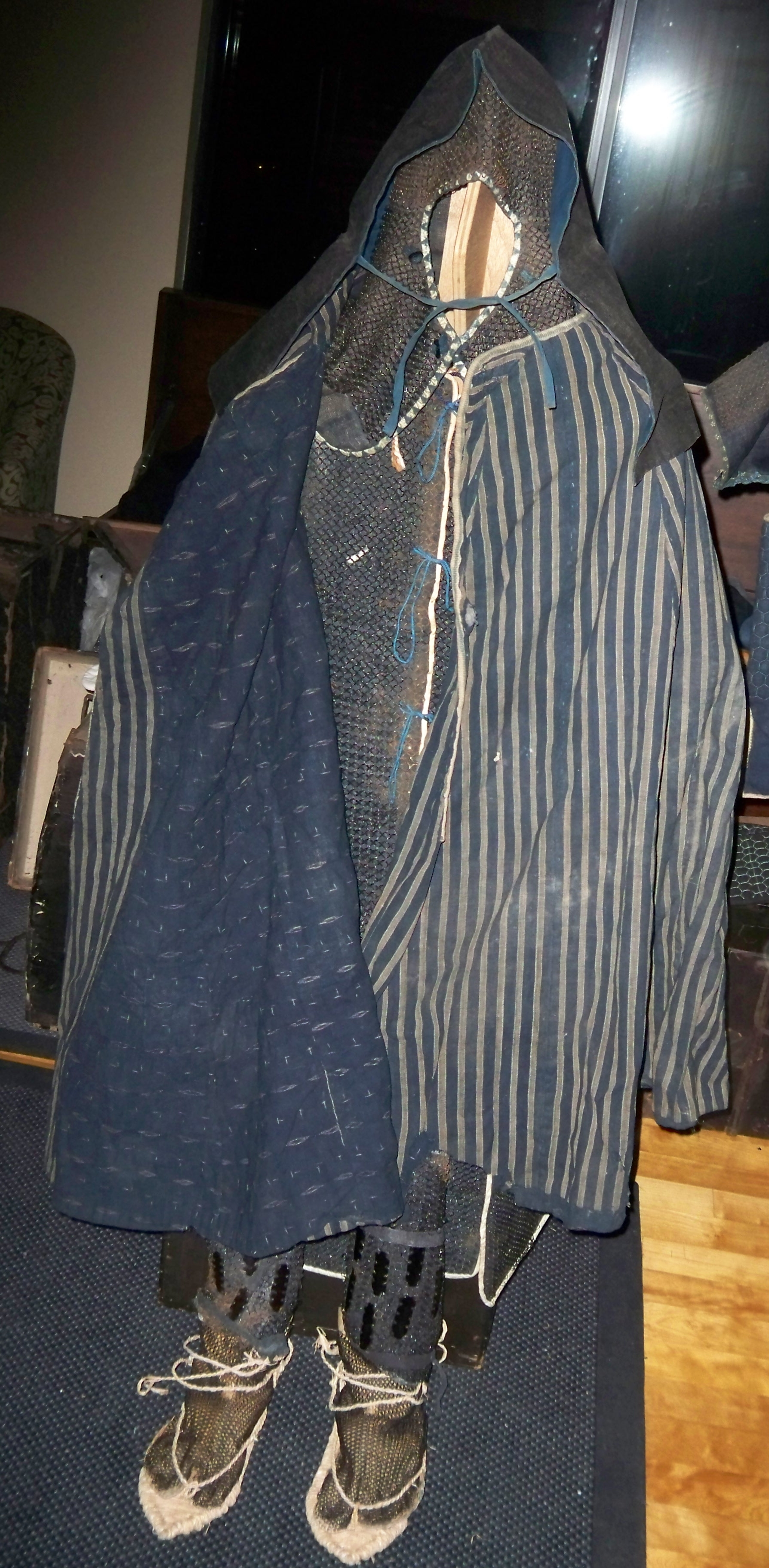
Zbroja (kolczuga) noszona przez ninja

Tradycyjnie przedstawia się ich ubranych na czarno, z kolczugą pod okryciem wierzchnim, mieczem na plecach i twarzą pokrytą czarnym barwnikiem. Taki artystyczny wizerunek ninja wywodzi się m.in. z teatru kabuki, gdzie charakterystyczny, czarny ubiór jest noszony przez pomocników (kuroko) zajmujących się rekwizytami i scenografią podczas przedstawienia. Widownia przyjmuje, że są oni „niewidzialni”.
Istnieje również teoria, iż ich stroje mogły być raczej ciemnobrązowe, gdyż barwnik taki był tańszy do uzyskania. Przypuszcza się, iż krój stroju początkowo przypominał ówczesne ubrania rolników z regionu Kōka (甲賀地方 – Kōka-chihō), dzisiejszej południowo-wschodniej części prefektury Shiga (滋賀県 – Shiga-ken) i z regionu Iga (伊賀地方 – Iga-chihō), obecnie zachodniej części prefektury Mie (三重県 – Mie-ken). W rzeczywistości dobierali strój stosownie do miejsca i celu zadań, jakie mieli wykonywać.

## Strategia
Działania (ninjutsu 忍術, ninpō 忍法) tajnych wojowników można podzielić na: innin (陰忍) – „działania z kamuflażem, pod przykryciem” i yōnin (陽忍) – „działania jawne, bez kamuflażu”. Innin były stosowane w zadaniach dywersyjnych, szpiegowskich na terytorium wroga. Yōnin zaś podczas przygotowanych wcześniej pod względem strategicznym ataków.
Badania z ostatnich lat wykazały, że ninja byli nie tylko wspólnotą wojowników przestrzegających własnych, bardzo rygorystycznych praw, ale i ugrupowaniem charakteryzującym się zarówno obszerną znajomością fauny i flory, jak i wiedzą z dziedziny ówczesnej chemii.

## Pochodzenie nazwy
Poprawne japońskie określenie to shinobi-no-mono 忍の者. Słowo ninja (忍者) rozpowszechniło się jednak szerzej ze względu na łatwiejszą wymowę. Pierwsze udokumentowane użycie terminu shinobi, pierwotnie zapisywanego przy pomocy chińskich znaków jako 志能備, pochodzi z VIII wieku. Pojawia się w wierszu poetki Heguri-uji no Iratsume, dedykowanym Ōtomo no Yakamochi. Pierwotne znaczenie terminu shinobi to „ukraść”, zaś mono (wymawiane też jako sha lub ja) oznacza  „osobę”.
Słowo ninja zdobyło popularność w kulturze po II wojnie światowej. Główny znak nin 忍 składa się z dwóch mniejszych znaków. Górny ha 刃 oznacza „ostrze” natomiast dolny kokoro 心 oznacza „serce” lub „ducha”. Razem oznaczają: „wytrzymałość”, „cierpliwość”, „powściągliwość”. Jutsu 術 oznacza: „sztukę”, „technikę”, „umiejętność”, „sposób”. Ninja oznacza więc „człowieka wyszkolonego w sztuce bycia niewidocznym”, zaś ninjutsu oznacza „umiejętność bycia niewidocznym”.
Inne znane terminy to m.in.: o-niwaban (御庭番), suppa (素っ破, arch. szpieg), rappa (乱波, arch. szpieg), mitsumono (三ツ者, tajna organizacja ninja utworzona przez daimyō Shingena Takedę) w okresie Sengoku, kusa (草, arch. ninja) i Iga-mono („człowiek/ludzie z Iga”).

## Szkolenie

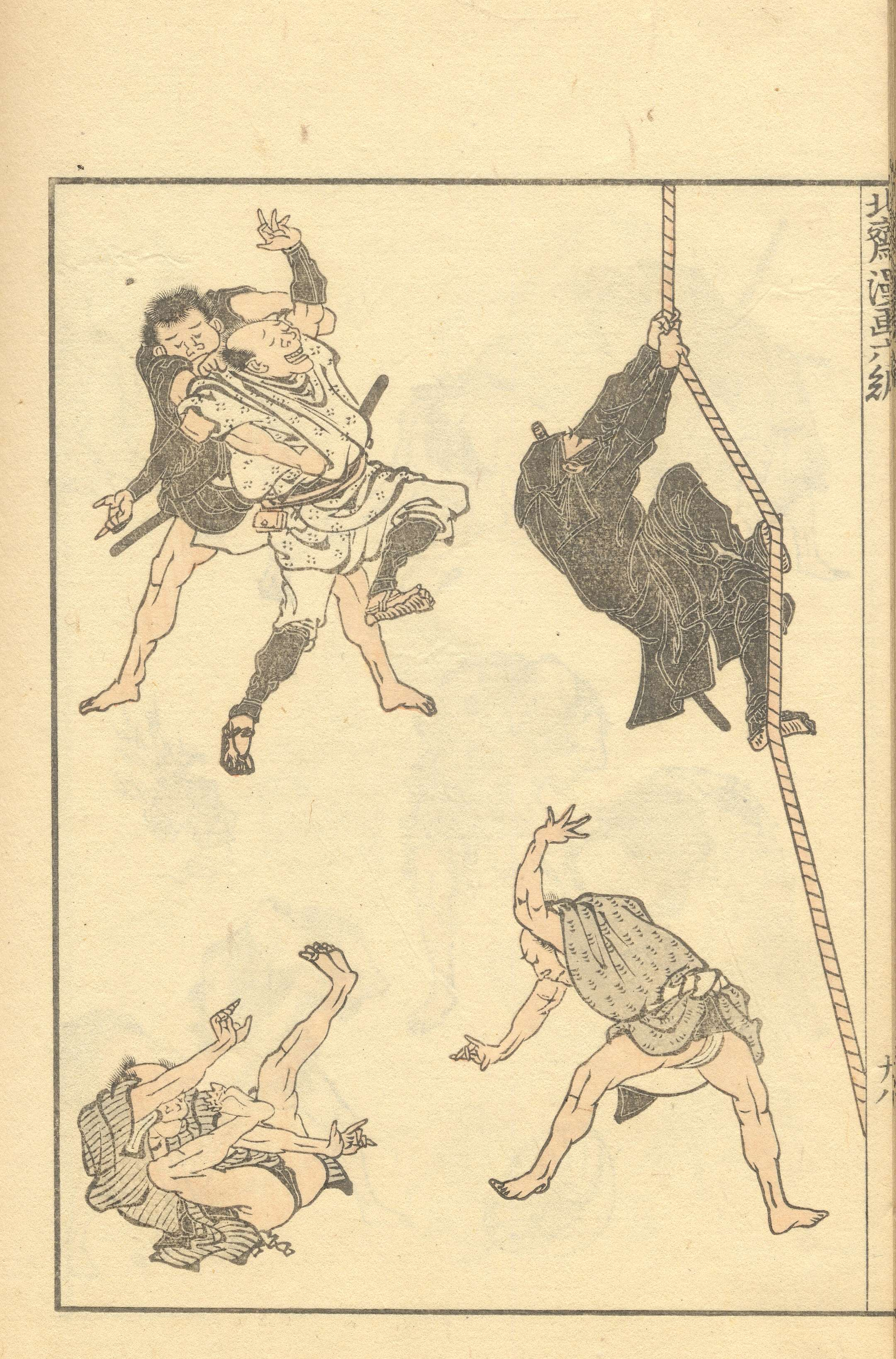
Hokusai Katsushika (1760-1849), interpretacja działań i wyglądu ninja

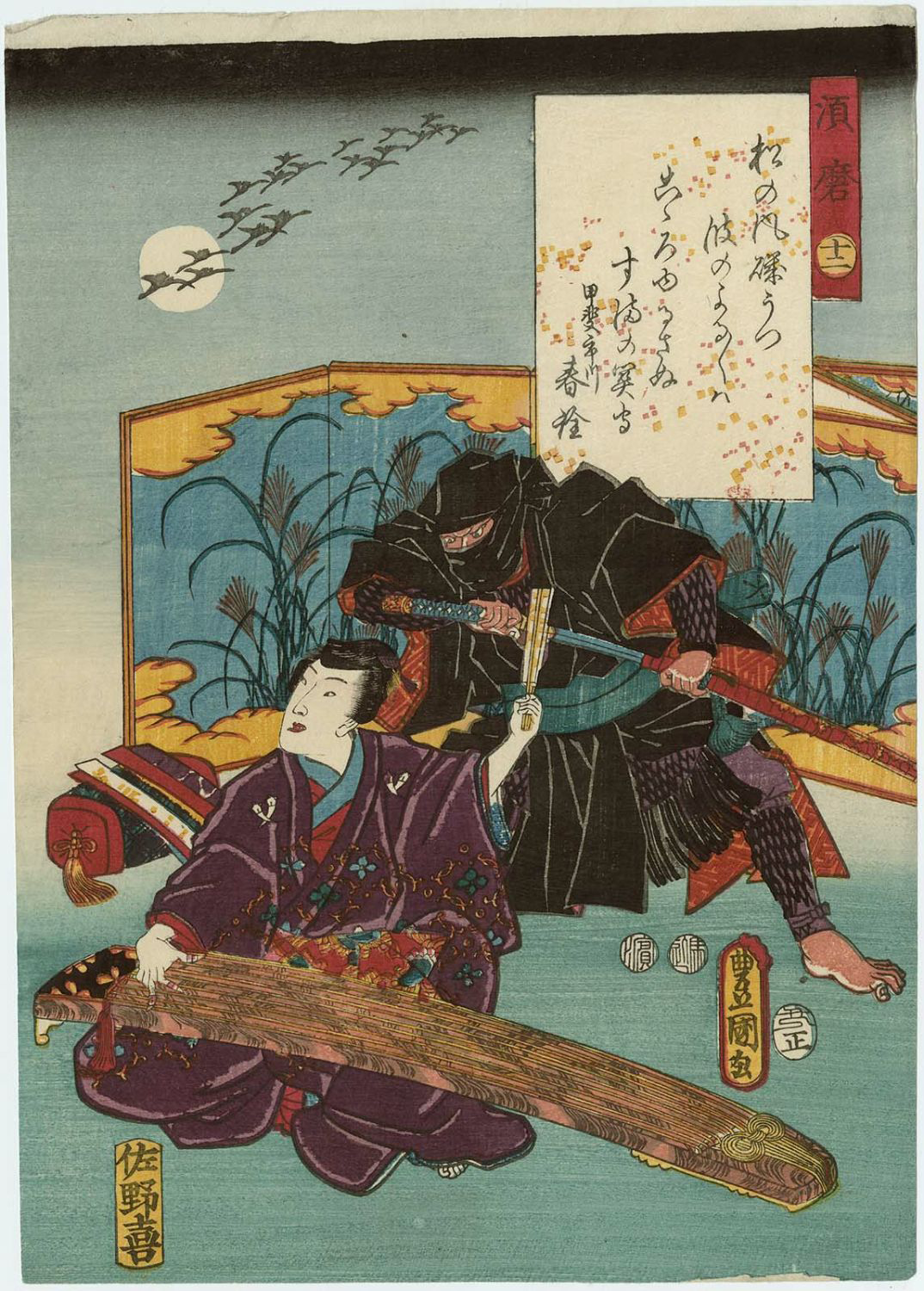
Kunisada Utagawa, Ninja i książę Genji, 1853

Tajna misja – wojownika ninja przygotowywano do roli szpiega i zabójcy oraz – jak głosi legenda – do panowania nad siłami przyrody. Między XV a XVII wiekiem japońscy shinobi (w wolnym tłumaczeniu: „złodzieje”) zajmowali się sztuką kamuflażu, sabotażem oraz skrytobójstwem. Mieszkali w górskich osadach, gdzie mogli ćwiczyć potajemnie. Według Stephena Turnbulla, specjalisty w dziedzinie japońskiej historii wojskowości, „istniały wielkie klany wojowników, a techniki przekazywano z pokolenia na pokolenie wewnątrz tej samej rodziny”. Panowie feudalni często zatrudniali najemników ninja (termin przyjął się na Zachodzie ze względu na łatwiejszą wymowę), żeby pozbyć się wrogów, nie ściągając na siebie podejrzeń. Profesja przetrwała w ten sposób dwa stulecia. W XIX w. o wojownikach ninja zaczęły krążyć legendy – podobno umieli latać, chodzić po wodzie i stawać się niewidzialni. To właśnie tę wersję przejęło później kino.
Szacunek dla starszych
Doświadczeni wojownicy planowali misje, które mieli wykonać młodsi.
- Genin – ninja niskiej rangi, uczniami zostawali młodzi kandydaci, którzy trenowali od najmłodszych lat. Znali najprostsze techniki kamuflażu i pomagali starszym wojownikom ninja w najazdach i bitwach.
- Chūnin – dowódcy, wyszkoleni przez weteranów stali na czele misji i przygotowywali uczniów (genin). Byli odpowiedzialni za realizację strategii najstarszych wojowników.
- Jōnin – mistrz klanu ninja, najwyższy rangą o największym doświadczeniu. Szkolili najlepszych i nadzorowali przygotowanie najmłodszych wojowników. Planowali najazdy i ataki, ale rzadko brali udział w misjach.

Nurkowie
Żeby móc niepostrzeżenie spędzić wiele godzin pod wodą, ninja rozprowadzali mech na powierzchni rzek i jezior, które zamierzali pokonać. Zmniejszało to widoczność fal wzburzanych ruchem szpiega. W płytkich wodach ninja musieli się czołgać. Oddychali dzięki bambusowym rurkom (fuki-ya), które mogły też służyć jako dmuchawki.
Zmiany fizyczne
Przygotowując się do zwiadu lub z myślą o ucieczce, ninja uczyli się tanuki-gakure, czyli techniki bezgłośnego wspinania się na rośliny i skrywania pośród listowia. Wdrapywali się dzięki „szponom” – hokode. Innym sposobem było utwardzanie trzech paznokci u każdej stopy i dłoni poprzez zdrapywanie kory z drzew przez godzinę trzy razy w tygodniu.
Całkowita cisza
Przyszły szpieg musiał poruszać się niepostrzeżenie czy też naśladować odgłosy zwierząt, a w nocy również skradać się przy świetle księżyca i ukrywać w cieniu drzew. Kroczący wojownik ninja stawiał stopy bokiem, a podczas biegu stąpał na ich przedniej części.
Zmyślony wizerunek
Na początku XIX wieku Hokusai Katsushika uwiecznił przedstawicieli japońskich zawodów na rysunkach manga, w tym wojownika ninja wspinającego się po sznurze. Pomimo braku podstaw historycznych ten wizerunek utrzymał się do dziś.
Niepozorny wygląd
Ubranie służyło jako kamuflaż i schowek na broń.
Tajemniczy rekwizyt – chusta, która zasłania twarz filmowych wojowników ninja w telewizji i kinie, nazywa się tenugui. Miała nie tylko utrudnić rozpoznanie szpiega, ale służyła również jako pas, pomoc we wspinaczce oraz opatrunek.
Strój wojenny – w wielu warstwach okrycia ukrywano broń. Miecz zawieszano na pasie na plecach, a kusari-gama, czyli łańcuch z sierpem na końcu, chowano przy kostce. Shuriken – gwiazdki ninja – ukrywano w wewnętrznej sakwie.
Czerń i czerwień – w podróży obszerne okrycia chroniły przed chłodem i deszczem. Czarne ubranie, mało widoczne podczas nocnych wypraw, miało czerwone akcenty, przez co ewentualne plamy krwi mniej rzucały się w oczy.

## Międzynarodowe Centrum Badań Ninja w Iga
W 2017 roku Uniwersytet Mie założył Międzynarodowe Centrum Badań Ninja (ang. International Ninja Research Center; jap. 三重大学国際忍者研究センター Mie Daigaku Kokusai Ninja Kenkyū Sentā) w mieście Iga w prefekturze Mie, aby ponownie ujawnić tajemnice Ninja z przeszłości. W następnym roku uniwersytet zaoferował stosowny kurs nauki o ninja i ich umiejętnościach. Zorganizowano również klub, którego członkowie ćwiczą m.in. rzucanie gwiazdami shuriken za jednym z budynków uczelni.
Celem Międzynarodowego Centrum Badań Ninja jest edukacja i rozwijanie badań związanych z ninja, głównie koncentrując się na regionie Iga. Centrum dąży także do stworzenia bazy danych źródeł historycznych związanych z ich działalnością  a we współpracy z ekspertami różnych dziedzin nauki, prowadzi eksperymenty odtwarzające przedmioty opisane w starożytnych instrukcjach i testuje ich skuteczność.
W 2020 roku Gen’ichi Mitsuhashi (ur. 1975) jako pierwszy uzyskał tytuł magistra na tym kierunku studiów i zamierza zostać doktorem w tej specjalności.